# World of Final Fantasy
World of Final Fantasy (в пер. с англ. — «Мир Последней фантазии») — японская ролевая игра, разработанная студией Tose и выпущенная компанией Square Enix. Будучи ответвлением франшизы Final Fantasy, включает множество персонажей из различных предыдущих частей этой игровой серии. Изначально издана в 2016 году для PlayStation 4 и PlayStation Vita, годом позже её портировали на Windows. В 2018 году представлена в обновлённом варианте под заголовком World of Final Fantasy Maxima для Nintendo Switch и Xbox One, при этом версии для PS4 и Windows получили те же дополнения в форме загружаемого контента.
Действие игры разворачивается в так называемом Гримуаре, сказочном мире, в котором сосуществуют разные локации и персонажи из других частей Final Fantasy. Главными героями выступают близнецы Ланн и Рейнн, способные приручать монстров — «миражей». Мальчик с девочкой из реального мира отправляются в Гримуар, чтобы вернуть утраченные воспоминания и помешать планам тираничной Багамутской армии. Сражения с противниками проходят по частично пошаговой системе Active Time Battle, характерной для ранних частей серии, и основаны на новой механике соединения персонажей с монстрами.
Разработка началась с желания создать «Последнюю фантазию», ориентированную на более широкую и младшую аудиторию, с непринуждённым повествованием и сильно стилизованной графикой — в противовес основным частям серии. Режиссёром и сценаристом выступил Хироки Тиба, ранее уже занимавшийся написанием сценария и планировкой сцен для других игр франшизы. Дизайн персонажей в стилистике тиби выполнил художник Ясухиса Идзумисава, в то время как полноразмерные герои были созданы Тэцуей Номурой. За музыкальное сопровождение отвечал композитор Масаси Хамаудзу, вместе со звуковой командой Tose он переработал многие классические темы из предыдущих частей серии, придав им характерную для проекта лёгкость звучания. Дополнение Maxima разрабатывалось на основе просьб и пожеланий фанатов, хотя из-за ограниченного бюджета в итоге оно привнесло не так уж много нововведений. Обе версии игры базируются на движке Orochi от компании Silicon Studio.
Анонсированная в 2015 году на выставке Electronic Entertainment Expo World of Final Fantasy была приурочена к празднованию 30-летнего юбилея серии. Международный релиз планировался уже на раннем этапе разработки, локализация проходила одновременно с созданием игры и японским озвучанием. Чтобы добиться большей аутентичности персонажей, в команду локализаторов приглашались люди, занимавшиеся переводом реплик этих персонажей в оригинальных играх. «Мир Последней фантазии» получил в основном положительные отзывы, похвалы удостоились эстетичный внешний вид и система соединения с монстрами, критика была связана в основном с сюжетом и слишком медленным темпом.

## Игровой процесс

Сражение в World of Final Fantasy: Ланн и Рейнн противостоят группе диких миражей в подземелье, используя своих прирученных миражей. Миражи находятся на головах персонажей — они «соединены» с ними

World of Final Fantasy — это ролевая игра с двумя протагонистами, близнецами Ланном и Рейнн, путешествующими по волшебному миру Гримуару. Мир включает безопасные места, населённые неигровыми персонажами, и враждебные локации, в которых необходимо сражаться с противниками и решать головоломки. По пути герои приручают монстров, называемых «миражами» — они не только помогают в сражении, но и облегчают передвижение: позволяют преодолевать разные препятствия, решать загадки, используются в качестве ездовых животных. Ланн и Рейнн также обладают способностью превращаться из больших полноразмерных персонажей «джантов» в маленьких человечков в стилистике тиби «лиликинов». Своеобразной локацией-хабом выступает безлюдный городок Найн-Вуд-Хиллс, откуда герои начинают своё путешествие и куда постоянно возвращаются — держат здесь неиспользуемых в данный момент миражей, закупаются предметами, сражаются в местном Колизее.
Боевая система основана на принципе Active Time Battle, который ранее использовался во многих классических частях серии. Персонажи вступают в бой вместе со своими миражами, причём по желанию игрока сражаются либо отдельно друг от друга, либо «соединёнными» вместе — одной боевой единицей. Отряд может атаковать, защищаться, использовать предметы, применять различные способности, расходующие очки способностей (AP). От типа используемых миражей зависит доступный набор навыков и способностей. Чтобы поймать миража, необходимо сначала ослабить его, выполнив определённое условие (к примеру, снизить ему здоровье, наложить вредный статусный эффект или применить магию нужной стихии) — пойманного миража можно назвать по своему усмотрению и включить в боевой отряд. Помимо обычных миражей существуют и особенные, которые, будучи призванными на поле боя, расходуют все очки способностей персонажей и заменяют собой весь отряд.
В Найн-Вуд-Хиллс помимо всего прочего героям доступны так называемые «квесты вмешательства», небольшие побочные задания, не связанные с основной сюжетной линией, с участием персонажей из других частей «Последней фантазии». Такие квесты включают небольшие сценки, сражения с боссами и уникальные мини-игры. Расширенное издание World of Final Fantasy Maxima отличается некоторыми геймплейными изменениями и содержит режим Новой игры плюс. Важное нововведение — возможность для Ланна с Рейнн превращаться в бою в других персонажей и применять свойственные им способности.

## Сюжет

### Сеттинг
Повествование начинается с похожей на современный город локации Найн-Вуд-Хиллс, но бо́льшая часть событий происходит в сказочном мире Гримуаре, где соседствуют места из разных других частей Final Fantasy, как то Корнелия из первой части или Сарония из третьей. Гримуар населён тиби-персонажами «лиликинами» и монстрами «миражами», при этом больших людей, таких как Ланн и Рейнн, здесь называют «джантами». Среди жителей встречаются герои из других игр серии, причём эти их версии не втянуты в этот мир из своих миров — они как будто живут здесь изначально.

### Персонажи
В качестве протагонистов выступают близнецы Ланн и Рейнн. Энергичный мальчик Ланн любит подурачиться, тогда как его старшая сестра Рейнн обычно более сдержанна и рассудительна. Оба наделены способностью ловить и контролировать миражей, кроме того, оба могут свободно превращаться из джантов в лиликинов и обратно. В Гримуаре близнецов постоянно сопровождает Тама, доброжелательное существо, выполняющее роль проводника и наставника. Их мать Луссе Фарна, как оказывается, легендарная героиня, столетие назад уже спасшая этот мир — многие жители её знают и относятся к ней с уважением. Ланн с Рейнн отправляются из Найн-Вуд-Хиллс в Гримуар по наставлению таинственной незнакомки Энны Крос, которая является в этом мире кем-то вроде богини. В городке поселяется похожий на фею мираж Серафи, присматривающий за другими пойманными миражами, не входящими в основной отряд. В какой-то момент персонажи встречают загадочную «Женщину в маске» с неясными целями и враждебно настроенную призывательницу по имени Хойин. Главная угроза миру — Багамутская армия, многочисленное войско, стремящееся повсюду распространить своё влияние. К антагонистам относятся их король — тёмный рыцарь Бранделис, главный военачальник Сегварайдес и «рыцарь в перьях» Пеллинора.
В ходе путешествия брат с сестрой постоянно встречают персонажей, игравших важную роль в других частях серии Final Fantasy. Среди них Воин света и принцесса Сара (Final Fantasy); Рефия (Final Fantasy III); Ридия (Final Fantasy IV); Барц, Гильгамеш и Фарис (Final Fantasy V); Терра, Эдгар и Селес (Final Fantasy VI); Клауд, Тифа и Шёлк (Final Fantasy VII и спин-оффы); Скволл и Квистис (Final Fantasy VIII); Виви и Эйко (Final Fantasy IX); Рикку, Тидус и Юна (Final Fantasy X); Шантотто (Final Fantasy XI), Лайтнинг и Сноу (Final Fantasy XIII); Шарлотта (Final Fantasy Crystal Chronicles: Echoes of Time). В обновлённой версии Maxima дополнительно появляются Сесил (Final Fantasy IV), Зак (Final Fantasy VII) и Сера (Final Fantasy XIII-2).

### История
Ланн и Рейнн, проживающие в городке Найн-Вуд-Хиллс, встречают женщину по имени Энна Крос, которая сообщает им, что близнецы на самом деле являются бывшими «хранителями миражей» — некогда их лишили воспоминаний. Незнакомка открывает портал в другой мир Гримуар, где брат с сестрой при поддержке существа-проводника Тамы начинают заново собирать команду, приручая одного миража за другим. Вскоре они узнают о Багамутской Федерации, возглавляемой Бранделисом со своими двумя подчинёнными Сегварайдесом и Пеллинорой, тоталитарном государстве, стремящемся любой ценой взять под контроль все соседние народы. Ланн и Рейнн невольно втягиваются в конфликты между независимыми странами и Федерацией. По настоянию Ланна близнецы следуют так называемому «лазоревому пророчеству», в соответствии с которым им необходимо отыскать четыре стихийных ключа, разбросанных где-то в землях Гримуара. Кроме того, герои узнают, что их мать леди Луссе — легендарная личность, столетие назад спасшая этот мир от разрушительной катастрофы. Брат с сестрой начинают пробуждать «чемпионов», сильных духом персонажей Гримуара, способных резонировать с силами протагонистов. За действиями персонажей следит таинственная «Женщина в маске», также на их пути встаёт разозлённая призывательница Хойин.
В какой-то момент детям открывается вся правда о прошлом. Желая помочь матери с исполнением её обязанностей призывательницы, Ланн с Рейнн без спроса использовали её силы и через Врата Ультимы случайно призвали тёмного рыцаря Бранделиса — он сразил мать близнецов Луссе и отца Роррика, при этом телами родителей овладели другие тёмные рыцари, Пеллинора и Сегварайдес соответственно. Однако Луссе в последний момент успела отправить сына и дочь в Найн-Вуд-Хиллс, отделив их от Гримуара и лишив воспоминаний. С помощью «Женщины в маске» Бранделис манипулировал действиями близнецов, чтобы они вновь открыли Врата Ультимы — это должно привести к прибытию паразитической расы Когна, которая начнёт поглощать Гримуар.
Несмотря на опасения Рейнн, Ланн в одиночку организует нападение на крепость Бранделиса, убивает Сегварайдеса и Пеллинору, после чего вынужден пожертвовать собой, чтобы остановить главного злодея, уничтожившего Хойин и родителей мальчика. В отчаянии Рейнн с Тамой отступают в Найн-Вуд-Хиллс и обнаруживают, что город тоже подвергся нападению Когна.
Тама, приняв свою истинную форму и пожертвовав всеми оставшимися у неё жизнями, отправляет Рейнн в прошлое, чтобы та изменила ход событий — девочка предупреждает Ланна и Хойин о надвигающейся трагедии. Вместе они разрабатывают план: заручившись поддержкой призывателей Гримуара, собираются обратить действие Врат Ультимы — таким образом Когна и тёмные рыцари будут возвращены обратно в мир пустоты. Брат с сестрой продолжают помогать жителям Гримуара, восполняют запас миражей и воскрешают Таму. Ланн, Рейнн и Хойин при поддержке призывателей и чемпионов производят одновременную атаку и успешно обращают Врата Ультимы, в результате чего Когна исчезает из Гримуара. Дети освобождают своих родителей от власти тёмных рыцарей, и те наконец могут упокоиться. Сразив Бранделиса, герои отправляются вместе с ним в закрывающиеся Врата Ультимы, а своих миражей передают Хойин, чтобы она с их помощью обеспечивала безопасность Гримуара. Появившаяся Энна Крос награждает Ланна с Рейнн, отныне они будут присутствовать в Гримуаре в качестве чемпионов.
В обновлении Maxima есть дополнительная секретная концовка, в которой Хойин сражается с Диаболосом, миражом из другого мира, а похожий на Ланна персонаж путешествует по мирам в поисках своей пропавшей сестры.

## Разработка
Создание World of Final Fantasy велось силами студии Tose, продюсерский контроль осуществлял третий бизнес-отдел Square Enix. Изначальную концепцию заложили многолетний продюсер Final Fantasy Синдзи Хасимото и штатный сотрудник Square Enix Хироки Тиба. Тиба ранее уже работал сценаристом и постановщиком сцен в некоторых частях серии, таких как Dirge of Cerberus: Final Fantasy VII и Final Fantasy Type-0, выполненных преимущественно в мрачных тонах. Хасимото с Тибой обратили внимание на то, что в последнее время серия всё больше пользуется спросом у подростков и взрослых, в то время как приток игроков младшего возраста заметно сократился. Они решили понизить «порог вхождения», открыв серию для более широкой аудитории. Изначальная концепция предполагала наличие большого количества симулятивных элементов, однако на определённом этапе этот проект столкнулся с трудностями, от него отказались, а некоторые наработки впоследствии использовали в небольшой игре для смартфонов Pictlogica Final Fantasy.
Геймплей намеренно сделали похожим на ранние части серии, сражения подчинили системе Active Time Battle, появившейся в эпоху Super Famicom. Механику коллекционирования монстров предложил Хасимото, вдохновением для этого послужила другая популярная франшиза компании — подсерия Dragon Quest Monsters. Идея соединения монстров и персонажей родилась в ходе дискуссий Тибы с художником Ясухисой Идзумисавой на раннем этапе разработки. Идзумисава в качестве шутки нарисовал троих персонажей, стоящих друг на друге, и Тиба подумал, что это может быть хорошим дополнением к боевой системе. Общее количество присутствующих в игре монстров в итоге пришлось сократить из-за аппаратных ограничений.
Определившись с основными элементами игрового процесса, команда разработчиков должна была выбрать платформу для реализации своего проекта. По словам Тибы, изначальными консолями выбрали PlayStation 4 и PlayStation Vita, так как ему хотелось «производительности первой и портативности второй». Такой вариант также сочли удачным из-за функции кросс-платформенного сохранения, возможности для игрока свободно переключаться между этими двумя платформами. Несмотря на существенную разницу в производительности, разработчики предприняли все усилия, чтобы в плане контента две версии минимально отличались друг от друга. Движок Orochi 3 был выбран из-за своей простоты, чтобы ускорить производство.

### Сценарий и художественный дизайн

Концептуальный рисунок Ясухисы Идзумисавы с персонажами в тиби-стиле стоящими друг на друге, оказавший влияние на механику «соединения»

При написании сценария Тиба обращался в первую очередь к молодым игрокам, брал за основу весёлые диалоги, стараясь при этом сохранить идентичность классических персонажей Final Fantasy. История задумывалась похожей на ранние игры франшизы, такие как Final Fantasy VI, VII и VIII. Акцент делался на беззаботное повествование, но с некоторым вкраплением мрачных элементов, характерных для серии. Помимо основной сюжетной линии Тиба уделил большое внимание написанию дополнительных текстов, которые игрок может обнаружить в разбросанных повсюду книгах и листовках, помогающих лучше понять контекст игрового мира. Хотя эта информация не обязательна для прохождения, она была включена с целью придания Гримуару большей глубины. В команду сценаристов также входили Сара Окабэ, известная по работе над Type-0, и Маюми Такита. Примечательно, что кроме традиционных главных героев серии, таких как Клауд, Скволл и Лайтнинг, в сюжет включили и многих второстепенных вроде Эйко и Шелк. Авторы не стремились взять всех самых популярных персонажей, вместо этого они подбирали героев исходя из конкретных сюжетных ситуаций. Например, для сцены в порту идеально подходила пиратка Фарис из Final Fantasy V. Тиба отвечал за каждого привнесённого в игру персонажа, и ему пришлось отклонить множество неподходящих кандидатур, предложенных другими членами команды разработчиков. Название «Мир Последней фантазии» несёт в себе двойственный смысл: с одной стороны, это отдельный конкретный мир в стиле «Последней фантазии», живущий по своим собственным законам, с другой стороны, это мир, объединяющий множество разных «Последних фантазий».
Необычная стилизация использована для контраста с реалистичной графикой основных частей серии, таких как Final Fantasy XIII. Пропорции и внешний вид персонажей сильно деформировали в стиле тиби, чтобы усилить их миловидность. Тиби-стиль и контраст с реалистичной графикой, изначально планировавшиеся для отменённой симуляционной игры, были приняты по настоянию режиссёра Хироки Тибы. Чтобы воплотить эту задумку, Тиба с Хасимото обратились к Идзумисаве, который раннее создавал иллюстрации для подсерии Crystal Chronicles и любил придумывать миловидных персонажей. Для многих персонажей тиби-дизайн срисовали с игры Pictlogica Final Fantasy, над которой Тибе довелось поработать в качестве сценариста. Внешний вид персонажей-«джантов» воплотил ветеран Final Fantasy художник Тэцуя Номура. Участие Номуры связано с желанием привлечь к проекту внимание старых фанатов серии. Над образами «миражей» поработали многие приглашённые художники, среди них Юсукэ Кодзаки, Юдзи Химукаи, Сиро Мива, Юсукэ Иваса, Рёта Мураяма и Таики.
Изначально предполагалось, что протагонисты как и все остальные персонажи будут выполнены в тиби-стиле, но Тиба подумал, что такой подход ослабит игру и не позволит передать характерный «кисло-сладкий» вкус серии. Выполненные Номурой концептуальные рисунки получились чем-то средним между его обычными работами для Final Fantasy и несколько мультяшными персонажами серии Kingdom Hearts. Среди миражей — множество традиционных монстров, которые появлялись во многих предыдущих играх серии и были придуманы Ёситакой Амано. Амано также нарисовал логотип игры, изобразив на нём двух главных героев, сражающихся бок о бок со своими миражами. Ряд уникальных монстров, придуманных специально для World of Final Fantasy, воплотили Идзумисава с Номурой. Идзумисава постарался сгладить стилевые отличия между монстрами, созданными разными художниками для разных игр, подчеркнув при этом наиболее характерные их черты. Номура контролировал моделирование персонажей, следил за всем вплоть до небольших деталей лицевой анимации, и часто консультировался с Тибой насчёт того, как они должны двигаться и разговаривать в игре, чтобы максимально соответствовать повествованию. Аниме-вставки создавались студией Creators in Pack под руководством режиссёра Ясухиро Имагавы. Финальный видеоролик воплощён сотрудниками Visual Works, внутренней CGI-студии Square Enix.

### Музыкальное сопровождение
Сочинением и аранжировкой саундтрека для игры занимался в основном Масаси Хамаудзу, вместе с несколькими помощниками из звуковой команды Tose, в том числе с композитором Синго Катаокой, он записал почти сотню треков. Немецкий пианист Беньямин Нусс, ранее сотрудничавший с Хамаудзу на концертах Distant Worlds и на записи трибьют-альбома Symphonic Fantasies, исполнил партии фортепиано для саундтрека. Вокал записывался при участии певицы Мины Сакаи — она уже работала с Хамаудзу над Final Fantasy XIII и некоторое время состояла в его музыкальной группе Imeruat. Тиба стремился пригласить на роль композитора человека, который бы прочно ассоциировался с серией Final Fantasy — изначально рассматривалась кандидатура Нобуо Уэмацу, но в конечном счёте выбор пал на Хамаудзу, поскольку разработчики имели положительный опыт совместной работы. Около 10 % мелодий композитор написал ещё до утверждения сеттинга игры, в частности одной из первых появилась тема Найн-Вуд-Хиллс.
Если в предыдущих работах Хамаудзу преобладали мрачные темы и мотивы, то музыка World of Final Fantasy предполагалась легковесной, и это позволило ему подойти к сочинению мелодий с более позитивным настроем, нежели в предыдущих своих проектах. Тиба заказал композитору 12 отдельных тем битвы — из-за ограничений по вместимости они в итоге получились не очень продолжительными. Помимо написания новых оригинальных треков Хамаудзу вместе с музыкальной командой Tose занимался переработкой старых классических композиций. Концепцию аранжировок назвали «ящиком с игрушками» — переработанные варианты ориентировались на юную аудиторию с сохранением традиционных узнаваемых элементов. В качестве основы для треков брались прошлые работы Нобуо Уэмацу, Куми Таниоки, Мицуто Судзуки и самого Хамаудзу.
Одним из первых законченных треков стал ремикс на тему стартового городка Корнелии, локации из самой первой части Final Fantasy. Созданная Катаокой, она задала тон всем остальным ремиксам. Во многих случаях было непросто подогнать композиции под планировавшийся сеттинг, некоторые темы требовали корректировки тактового размера без изменения основной мелодии. Больше всего опасений в этом плане вызывала композиция «Blinded by Light» из Final Fantasy XIII, к её аранжировке Хамаудзу и команда Tose подходили с особым трепетом. Работа композиторов тщательно контролировалась руководителями проекта — музыка должна была точно соответствовать разным сценам игры, в противном случае её приходилось переделывать. Такое пристальное внимание было связано с уважительным отношением к оригинальным персонажам. Хамаудзу называл саундтрек World of Final Fantasy освежающим проектом в сравнении со своим предыдущим мрачным звучанием.
Песня для заставки «Innocent²» написана композитором Рё Ямадзаки и исполнена японской певицей Аои «Мидзуки» Мидзу. Тиба решил пригласить Ямадзаки, поскольку ранее они уже пересекались на нескольких проектах. Музыка для концовок создавалась членами компании Noisycroak под руководством Ямадзаки. Песню для плохой концовки «Silent World» сочинил Рюсукэ Фудзиока, её спела актриса Аяна Такэтацу, озвучивавшая Таму. Тему хорошей концовки «World Parade» написал сотрудник Noisycroak Рё Сирасава, а исполнили Такэтацу, Кана Ханадзава (голос Энны Крос) и Эри Китамура (голос Серафи). Изначально Хамаудзу собирался записать песни на английском языке для всех регионов, либо переписать их на английском конкретно для западного релиза, однако западным фанатам пришлись по душе оригинальные японские варианты, поэтому в конечном счёте было принято решение не переводить их. Текст песен намеренно писался на простом языке, чтобы его легко смогли прочитать и понять люди всех возрастов.

## Издание
Впервые игру представили публике в июне 2015 года на выставке Electronic Entertainment Expo, на тот момент её готовность оценивалась примерно в 30-40 %. Проект создавался не только для привлечения молодых игроков, его также позиционировали как этакий подарок фанатам на 30-летний юбилей серии, в связи с этим дата выхода имела жёсткие и определённые рамки, установленные заблаговременно. Как и планировалось, релиз по всему миру состоялся в октябре 2016 года: 25 октября в Северной Америке, 27 октября в Японии и 28 октября в Европе. В японском регионе помимо самой игры компания Square Enix издавала книгу-путеводитель, поступившую в продажу 26 ноября. Порт для Windows вышел в Steam 21 ноября 2017 года. Портированная версия не отличается вариативностью настроек графики, и в ней нельзя выставить кадровую частоту выше 30, но присутствует возможность активации некоторых читов, как то бесконечные очки действия, максимальные деньги и предметы, отключение случайных сражений.
Западный релиз планировался с самого начала, команда разработчиков всегда держала его в уме, поскольку им хотелось донести этот игровой опыт до всех фанатов по всему миру. Локализация, тем не менее, оказалась непростой задачей из-за того что авторы стремились сохранить атмосферу и стиль японской версии настолько, насколько это возможно. Для Тибы было важно, чтобы гостевые персонажи из других частей Final Fantasy выглядели максимально достоверно, поэтому к работе привлекались люди, участвовавшие в локализации оригинальных игр с этими персонажами — они помогли привнести некоторые нюансы, характерные для героев. Было трудно перевести японские термины, касающиеся механики соединения миражей с персонажами. Английское озвучивание проходило почти одновременно с японским, заняв в общей сложности от десяти до одиннадцати месяцев.
На Западе помимо стандартного издания было несколько специальных, отличавшихся друг от друга в ряде моментов. Все версии включали дополнительный внутриигровой контент с новыми миражами и возможностью выбора японской озвучки. Издание первого дня включало только эти нововведения. К лимитированному изданию прилагались два графических альбома с концептуальными рисунками. Коллекционное издание распространялось ограниченным тиражом исключительно через западного дистрибутора Square Enix — сюда дополнительно вошли диск с саундтреком, 80-страничный графический альбом и фигурки персонажей. Антагониста Final Fantasy VII Сефирота получали покупатели первых физических копий игры в Японии и владельцы специальных изданий на Западе. Видеоролик призыва Сефирота создавался отдельно силами Visual Works. Позднее в том же году временно стал доступным загружаемый контент (DLC), позволяющий использовать на поле боя Сору, главного героя серии Kingdom Hearts. В марте 2017 года вышел бесплатный DLC, добавляющий Балтьера из Final Fantasy XII.

### World of Final Fantasy: Meli-Melo
Мобильный спин-офф World of Final Fantasy Meli-Melo вышел в Японии 12 декабря 2017 года для устройств с операционными системами Android и iOS. События игры разворачиваются в Вальгаллане, одном из миров, созданных Энной Крос. Миру угрожает уничтожение — управляемый игроком персонаж должен приручать миражей и с их помощью давать отпор вражеским силам. Геймплей схож с оригинальной игрой, но адаптирован под мобильные платформы. Meli-Melo распространялся по системе free-to-play и, включая множество разных героев в форме лиликинов, монетизировался с использованием гача-механик. Поддержка игры была прекращена 13 декабря 2018 года.
Мобильная игра на основе World of Final Fantasy планировалась с самого начала, но для экономии бюджета разработчики решили сначала закончить основной продукт, а затем применить его наработки для спин-оффа. Разработка и поддержка проекта осуществлялась компанией Drecom, заключившей соглашение со Square Enix. Игровой процесс и сюжет стали более казуальными, чтобы лучше соответствовать требованиям современной молодёжи. Некоторые из художников оригинальной игры приняли участие в разработке для воплощения образов новых миражей. Словосочетание «мели-мело» в названии было предложено Номурой, во французском языке оно означает что-то вроде «мешанины» или «сборной солянки», что хорошо передаёт суть игры. Ямадзаки поучаствовал в проекте, записав новую версию композиции «Innocent», которую, по словам Тибы, можно считать главной темой World of Final Fantasy.

### World of Final Fantasy Maxima
Расширенная версия оригинальной игры, получившая название World of Final Fantasy Maxima, была выпущена по всему миру 6 ноября 2018 года: для Nintendo Switch и Xbox One в качестве отдельного релиза, а для PlayStation 4 и Windows в форме платного DLC. Эта версия включает новые нарративные элементы, дополнения к геймплею, новых боссов, функцию поиска сундуков с сокровищами и прочие нововведения вроде коротких сцен с разными персонажами и дополнительной концовки; некоторой корректировке подверглась система поимки миражей. Большинство DLC оригинальной игры вошли в состав Maxima. Среди добавленных героев-«чемпионов» — Фирион (Final Fantasy II), И’штола (Final Fantasy XIV) и Ноктис (Final Fantasy XV). В театральном режиме игры также присутствует вступительный видеоролик из Meli-Melo.
Для разработки Maxima вновь привлекли студию Tose и сотрудников третьего бизнес-отдела Square Enix, при этом использовалась последняя на тот момент версия движка Orochi. На волне успеха оригинала Тиба загорелся желанием портировать игру на другие платформы и для привлечения большего внимания решил добавить в эти версии дополнительный контент. Слово «Максима» предложил Номура, оно, по задумке, должно подчёркивать, что эта версия является наилучшей. Нововведения делались на основе анализа отзывов игроков. Порт для Switch планировался изначально, однако из-за ряда внутренних и технических причин не получилось реализовать его сразу. Порт для Xbox One, основанный на Windows-версии игры, появился по требованию Тибы, который хотел с его помощью охватить широкую аудиторию за океаном. Дополнения оказались настолько большими, что от версии для Vita пришлось отказаться — по причине недостаточной вместимости носителя этой консоли. В связи с ограниченным бюджетом Maxima, проработка нового контента несколько уступает оригиналу, в частности у разработчиков возникли трудности с записью голосов для кат-сцен с участием новых персонажей.
Одно из главных нововведений Maxima — навеянные просьбами фанатов специальные «чемпионские драгоценные камни», которые, будучи экипированными, позволяют Ланну с Рейнн принимать облик других персонажей Final Fantasy. Ноктис появляется не только в качестве драгоценного камня, но ещё фигурирует и в отдельной мини-игре про рыбалку. Сначала Тиба планировал прописать для него полноценный эпизод, но затем на фоне выхода спин-оффа Monster of the Deep решил связать персонажа с рыбалкой. Среди новых миражей есть как взятые из Meli-Melo, так и совершенно уникальные, придуманные конкретно для портов. Зака и Серу добавили в сюжет из-за связи с уже имевшимися Клаудом и Сноу соответственно. От некоторых запланированных Тибой персонажей в конечном счёте пришлось отказаться, среди них Хильдербранд из Final Fantasy XIV и Аранея Хайвинд из Final Fantasy XV. Рассматривалась идея переработки двусмысленных реплик Ланна и добавление комментариев центральных персонажей о происходящих событиях. От второй идеи отказались, так как она делала нарратив слишком метаповествовательным. Секретную концовку добавили как намёк на возможный сиквел, Тиба заранее подготовил сценарий для продолжения — его сразу можно было бы пустить в производство, если бы такому проекту дали зелёный свет.

## Отзывы и продажи
| Сводный рейтинг       | Сводный рейтинг                                                                  |
| Агрегатор             | Оценка                                                                           |
| --------------------- | -------------------------------------------------------------------------------- |
| GameRankings          | - PS4: 79,23 % - PS4: 73,40 % (Maxima)                                           |
| Metacritic            | PS4: 77/100 VITA: 77/100 PC: 77/100 NS: 79/100 PS4 (Maxima): 71/100 XONE: 81/100 |
| Иноязычные издания    |                                                                                  |
| Издание               | Оценка                                                                           |
| Destructoid           | 7/10                                                                             |
| EGM                   | 7/10                                                                             |
| Famitsu               | 36/40                                                                            |
| Game Informer         | 8,25/10                                                                          |
| GameSpot              | 6/10                                                                             |
| GamesRadar+           | 3/5                                                                              |
| IGN                   | 7/10                                                                             |
| Nintendo World Report | 8/10                                                                             |
| PC Zone               | 63/100                                                                           |
| Polygon               | 7/10                                                                             |
| RPGamer               | 2,5/5                                                                            |
| Русскоязычные издания |                                                                                  |
| Издание               | Оценка                                                                           |
| «Канобу»              | 7/10                                                                             |

По данным агрегатора рецензий Metacritic, World of Final Fantasy удостоилась «в целом положительных» отзывов.
Меган Салливан из IGN назвала игру самой миловидной Final Fantasy из всех, в которые ей доводилось играть. «World of Final Fantasy — это весёлое приключение и настолько милое, что не передать словами, однако сражения и локации недостаточно разнообразны для удержания игрока на протяжении всей истории. Я наслаждалась ей достаточно долго, около 30 часов, прежде чем она утратила свою привлекательность».
Обозревательница GameSpot Хейди Кемпс отнеслась к игре более критично, дав ей шесть балов из десяти. «К сожалению, вы наверняка столкнётесь с изрядным количеством разочаровывающих и проходных вещей, прежде чем сможете получить удовольствие от лучших моментов World of Final Fantasy, чарующего повествования и качественного фан-сервиса. Если вам хватит усидчивости преодолеть несколько рутинных эпизодов, в конечном счёте вы можете найти здесь что-то приятное для себя, но если вы не фанат серии — вся магия тот час улетучивается».
Олег Зайцев из «Игромании» среди главных достоинств игры отметил систему «пирамидок», позволяющую создавать самые разные комбинации из персонажей, множество миражей, симпатичную картинку, отсылки для поклонников и обилие контента, а недостатками счёл простую историю и провальные попытки пошутить, тиби-дизайн, блеклый саундтрек и пустые города. «World of Final Fantasy рассчитана на давних фанатов сериала, которые не прочь заняться сбором множества карманных монстров. Если всё это звучит для вас странно, то вам, скорее всего, лучше не обращать внимания на новинку и (пере)пройти какую-нибудь из старых, проверенных временем частей Final Fantasy».
Сергей Цилюрик в статье для Kanobu.ru похвалил геймлей, навеянный старыми частями серии, но отрицательно отозвался о сюжете и атмосфере. «Самый большой минус World of Final Fantasy: это не смешная комедия. На протяжении всего прохождения игре не удалось меня развеселить ни разу — а пыталась она это сделать постоянно».
Оригинальные версии для PlayStation 4 и PlayStation Vita стартовали с третьего и четвёртого мест в японском игровом чарте — с продажами в 53 176 и 47 159 копий соответственно. Таким образом, за первую неделю после релиза было продано более 100 тысяч копий игры. К концу ноября лишь версия для Vita оставалась в десятке лучших. На конец 2017 года продажи в Японии превысили 200 тысяч копий. По состоянию на 2018 год продажи оригинальной игры по всему миру составили 900 тысяч копий, что Тиба назвал успехом.